# ناوشکن لیون
ناوشکن لیون (به انگلیسی: Greek destroyer Leon) یک کشتی است که طول آن ۸۹٫۴ متر (۲۹۳ فوت) می‌باشد. این کشتی در سال ۱۹۱۱ ساخته شد.